# Golf d'Ambràcia
El golf d'Ambràcia (en grec modern Amvrakikós Kólpos) també anomenat Golf d'Arta, és un golf de la costa occidental de Grècia entre la península de Préveza al nord, i la d'Àccium (modern Áktion) al sud. Té accés a la mar Jònica per l'estret de Préveza. A la part nord desaigüen els rius Loúros i Árakhthos. La ciutat principal de la costa del golf és Àrta.